# Юрьевский сельсовет (Егорьевский район)
Юрьевский сельсовет — упразднённая административно-территориальная единица, существовавшая на территории Московской губернии и Московской области в 1926—1939 годах.
Юрьевский сельсовет был образован 16 ноября 1926 года в составе Двоенской волости Егорьевского уезда Московской губернии путём выделения из Юрцовского с/с.
В 1929 году Юрьевский с/с был отнесён к Егорьевскому району Орехово-Зуевского округа Московской области.
17 июля 1939 года Юрьевский с/с был упразднён. При этом его территория (селения Берёзки, Лобаново и Юрьево) была передана в Юрцовский с/с.